# Гэллоуэй, Беверли Томас
Бе́верли То́мас Гэ́ллоуэй (англ. Beverly Thomas Galloway, 1863—1938) — американский фитопатолог и миколог.

## Биография
Беверли Томас Гэллоуэй родился 16 октября 1863 года в городке Миллерсберг в Миссури четвёртым ребёнком в семье Роберта Маккоули Гэллоуэя и Джейн Маккрэй. В 1880 году поступил в Сельскохозяйственный колледж Университета Миссури, в 1884 году окончил его со степенью бакалавра сельскохозяйственных наук. Вёл переписку с Уильямом Фарлоу и Томасом Берриллом.
В 1884—1887 Гэллоуэй работал в Садоводческом обществе, а также ассистентом в Сельскохозяйственном колледже. С 1887 года он был работником микологической секции ботанического отделения Министерства сельского хозяйства (USDA). В 1888 году он возглавил секцию фитопатологии, в 1890 году преобразованную в отделение фитопатологии, а в 1895 году — в отделение физиологии растений и фитопатологии.
В июле 1901 года Гэллоуэй стал первым главой Бюро фитоиндустрии (с 1972 — APHIS). В 1913—1914 Беверли Томас Гэллоуэй был ассистентом секретаря по сельскому хозяйству. Последующие два года он был деканом и директором Нью-Йоркского сельскохозяйственного колледжа Корнеллского университета. В 1916 году вернулся в Бюро фитоиндустрии.
В 1920 году Гэллоуэй получил почётную степень доктора Миссурийского университета, в 1923 году — Мэрилендского университета.
Последние 16 лет своей жизни Гэллоуэй был советником по интродукции растений и карантинам Министерства сельского хозяйства. 13 июня 1938 года Беверли Томас Гэллоуэй скончался.
С 1888 года Б. Гэллоуэй был женат на Эгнес Стюарт Рэнкин, уроженке Канзас-Сити, у них было трое детей.

## Некоторые научные работы
- Galloway, B.T. Report on the experiments made in 1888 in the treatment of the downy mildew and black rot of the grape vine. — Washington, 1889. — 61 с.
- Galloway, B.T. Report on the experiments made in 1889 in the treatment on the fungous diseases of plants. — Washington, 1890. — 119 с.
- Galloway, B.T. School gardens (неопр.) // Bulletin (United States. Department of Agriculture. Office of Experiment Stations). — 1905. — Т. 160. — С. 47 p..
- Galloway, B.T. Bamboos (неопр.) // Bulletin (United States Department of Agriculture). — 1925. — Т. 1329. — С. 46 p..